# Santo Inácio (Guiana)
Santo Inácio é uma aldeia ameríndia na região do Alto Tacutu-Alto Essequibo da Guiana, perto da capital regional Lethem e da fronteira com o Brasil. Originalmente era uma missão fundada por padres jesuítas para servir aos ameríndios na savana Rupununi.
Kumu e Quarrie são aldeias satélites de Santo Inácio.
A área foi colonizada pelos povos macuxi e uapixana, posteriormente complementados pelos Aruaque.
A vila é principalmente católica romana ou outras denominações cristãs. As línguas upixana, Macuxi e Patamona são faladas, enquanto o inglês e o português são línguas secundárias proeminentes.

## História
O padre jesuíta Cary Elwes estabeleceu uma missão em 1909 para atender aos ameríndios do Rupununi. O local escolhido foi Ariwa (palavra macuxi para um determinado tipo de peixe) e localizado na margem direita do rio Tacutu, próximo às montanhas Kanuku. Os missionários dedicaram a missão ao fundador dos jesuítas.
Hoje a aldeia de Santo Inácio é uma das maiores comunidades ameríndias do Rupununi central.
Em 2020, como resultado da pandemia de COVID-19, foi construído um portão vigiado na estrada para regular o tráfego para o rio Tacutu, que era usado para passagem ilegal de fronteira do Brasil.

## Economia
A criação de gado,. fabricação de tijolos, agricultura, pesca e construção são todas as principais atividades econômicas da vila.
Helping Hands Women Producers Cooperative Society tem uma fábrica que foi construída com a assistência da Agência Canadense de Desenvolvimento Internacional. Produz lanches embalados, incluindo castanha de caju e pão de mandioca, além de merenda escolar.

## Serviços
A aldeia tem uma creche, escola primária e secundária. A escola secundária de Santo Inácio foi aberta pelos missionários católicos e é a mais antiga e maior da região, com internato para alunos de áreas remotas. Em 2017, foi lançado um programa de educação bilíngue para o idioma uapixana e o inglês. Há uma igreja católica, bem como um centro de treinamento do presbitério jesuíta.
Santo Inácio está na rede elétrica de Lethem. Em 2019, a Guiana Water Inc encomendou um sistema de abastecimento de água de US$ 15 milhões na vila, que expandiu o acesso da comunidade à água encanada.
A governança é por um conselho de aldeia eleito de toshao, deputado e conselheiros.
A vila está localizada na estrada principal Georgetown-Lethem e é separada de Lethem pelo Moco-Moco Creek.